# Zákopčie
Zákopčie (ungarisch Dombelve – bis 1907 Zákopcse) ist eine Gemeinde in der Nord-Mitte der Slowakei mit 1683 Einwohnern (Stand 31. Dezember 2024), die zum Okres Čadca, einem Teil des Žilinský kraj gehört.

## Geographie
Die Gemeinde befindet sich im Javorníky-Gebirge im Quellbereich mehrerer Bäche, die zum Einzugsgebiet von Kysuca gehören. Als Einheit setzt sich die Gemeinde aus etwa 70 Einzelsiedlungen (slowakisch kopanice) in fünf Tälern im 29,6 km² großen Gemeindegebiet zusammen. Das Gelände ist hügelig mit zerstreuten Wäldern und von braunen Waldböden bedeckt. Der höchste Berg heißt Jakubovský vrch (875 m n.m.). Das Gemeindezentrum liegt auf einer Höhe von 572 m n.m. und ist neun Kilometer von Čadca sowie 40 Kilometer von Žilina gelegen.
Nachbargemeinden sind Podvysoká, Staškov, Raková, Ochodnica, Nesluša, Dlhá nad Kysucou sowie die Stadt Čadca.

## Geschichte
Das heutige Gemeindegebiet wurde erst im 17. Jahrhundert dauerhaft besiedelt als Folge der walachischen Kolonisierung des Gebietes auf dem damaligen Gemeindegebiet von Krásno nad Kysucou. Die erste schriftliche Erwähnung stammt aus dem Jahr 1662 als Zakopczany in einem Urbar der Burg Strečno. Der ständige Bevölkerungsanstieg führte 1749 zur Gründung einer Pfarrei sowie kurz danach einer Kirchschule. 1801 wurde die erste Kirche gebaut.
1784 hatte die Gemeinde 324 Häuser und 2019 Einwohner, 1828 schon 420 Häuser und 2971 Einwohner. Bedingt durch klimatische Eigenschaften war Landwirtschaft nur begrenzt fruchtbar, andere Einnahmequellen waren Forstwirtschaft, Drahtbinderei und Hausierhandel. Dennoch kam es immer wieder zu Auswanderungswellen nach Niederungarn, Schlesien oder in die Vereinigten Staaten. Nach dem Zweiten Weltkrieg wurden die Industrie in den umliegenden Städten und der Handel zu den Haupteinnahmequellen.
Der Name Zákopčie bedeutet so viel wie „(Land) hinter den Hügeln“.

## Bevölkerung
| Jahr                | 1994 | 2004    | 2014    | 2024    |
| ------------------- | ---- | ------- | ------- | ------- |
| Anzahl der Personen | 1726 | 1830    | 1797    | 1683    |
| Unterschied         |      | +6,02 % | −1,80 % | −6,34 % |

| Jahr                | 2023 | 2024    |
| ------------------- | ---- | ------- |
| Anzahl der Personen | 1692 | 1683    |
| Unterschied         |      | −0,53 % |

Ergebnisse nach der Volkszählung 2001 (1752 Einwohner):
| Nach Ethnie: - 98,23 % Slowaken - 0,51 % Tschechen - 0,11 % Magyaren | Nach Konfession: - 96,63 % römisch-katholisch - 2,00 % keine Angabe - 0,97 % konfessionslos - 0,23 % griechisch-katholisch - 0,11 % evangelisch |

## Bauwerke

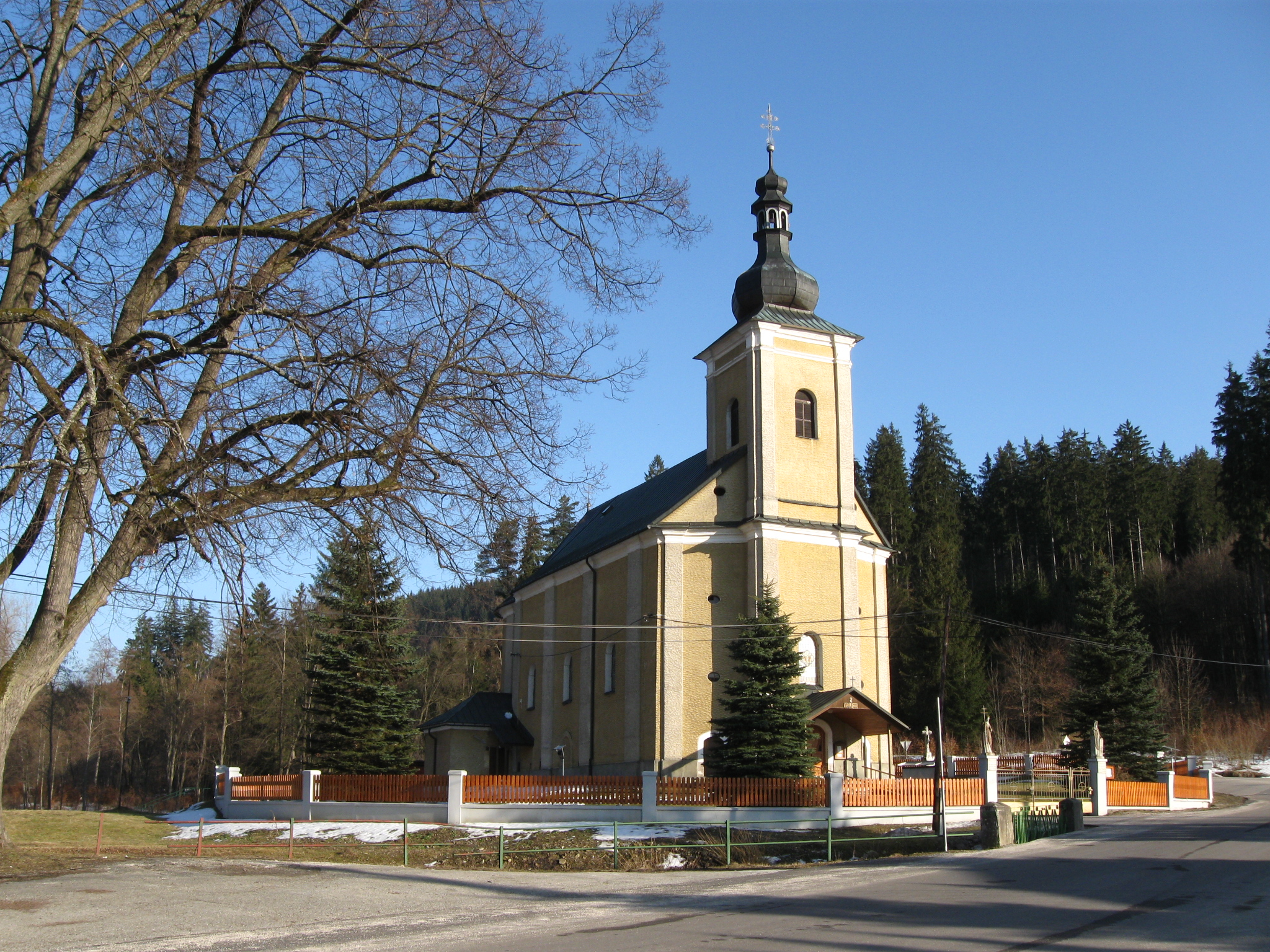
Römisch-katholische Kirche St. Johannes der Täufer

- römisch-katholische Kirche im barock-klassizistischen Stil aus dem Jahr 1801
- mehrere Kapellen in verschiedenen Einzelsiedlungen
- mancherorts noch traditionelle Architektur (Blockhäuser)